# General Leonidas Plaza Gutiérrez (ciudad)
La ciudad de General Leonidas Plaza Gutierrez es la cabecera del cantón Limón Indanza, ubicado en la provincia de Morona Santiago. 

## Historia
En 1989 El Padre Francisco Mattana inicia una expedición de evangelización, iniciando su travesía desde el poblado de Gualaquiza, hasta el sector de Santiago de Méndez, transitando por el valle de Yunganza, en las tierras del jíbaro Juan Sharupi, al costado del Río Yunganza en donde, en años posteriores, se asentaría el caserío denominado El Limón, que sería precedente a la parroquia de General Leonidas Plaza Gutiérrez.
En un inicio, el valle fue de propiedad del shuar Juan Sharupi, quien conjuntamente con su amplia familia se asentaban en las orillas del Río Yunganza y aproximadamente en 1912 empiezan a llegar los primeros colonos en busca de oro, sin embargo se acentaron a vivir en dichos lugares posteriormente, aproximadamente en 1917.
El primer colono en llegar al valle de Yunganza, en donde hoy se asienta General Plaza, fue el señor José Miguel Cabrera, quien construye un sendero desde el sector de Plan de Milagro hasta el asentamiento de Juan Sharupi, sendero por el cual, posteriormente, transitarían los colonos que se asentarían en esas tierras. Mas, el primer colono en asentarse en lo que hoy se conoce como General Plaza, fue el señor Fidel Vera, quien fuera el encargado de realizar el desmonte del sector conocido como El Limón, en 1918 Fidel Vera compra en ocho sucres, una propiedad al señor Eliseo Arévalo, quien en 1917 adquirió esa propiedad al jíbaro Sharupi a cambio de una escopeta, sin embargo el señor Eliseo Arévalo nunca se asentó definitivamente en ese sector, por lo cual el primer colono y fundador de General Plaza sería el señor Fidel Vera.
En 1928 se establece la primera escuela primaria en General Plaza, a mano de la misión salesiana, siendo la escuela nombrada como escuela 24 de mayo, nombrándose a su cargo como única profesora de enseñanza primaria a la señorita Carmen Orellana García, ingresando posteriormente el señor Julio Terán Salgado.
En 1929 el Moseñor Domingo Comín autoriza la construcción de una capilla a la Virgen Guadalupana que posteriormente se vendría a convertir en la iglesia central de General Plaza, siendo inaugurada el 18 de diciembre de 1935 cuando ingresó la imagen de la Virgen de Guadalupe al centro de General Plaza, siendo construida en México. 
Durante el gobierno de Galo Plaza Lasso y mediante decreto ejecutivo, el día 27 de febrero de 1949, el caserío de Limón, es elevado a la categoría de parroquia, siendo nombrado el señor Francisco Córdova como Jefe Político de esta parroquia.

## Geografía
La ciudad de General Leonidas Plaza Gutiérrez se encuentra situada en el valle denominado como Yunganza, un valle acentado en medio de accidentes geográficos formados por las elevaciones de la Cordillera de los Andes, tales como el monte de Patococha, la montaña del Katasho y los cerros del sector conocido como El Cruzado.

## Demografía
En la parroquia de General Plaza existen 5.443 habitantes, de los cuales 2.638 son hombres y 2.805 son mujeres.

## Barrios
La ciudad de General Leonidas Plaza Gutiérrez está compuesta de los siguientes barrios:

### Barrio Norte
Ubicado en la zona norte de la ciudad, desde la zona del parque central, hasta el inicio de la carretera Troncal Amazónica de rumbo hacia la ciudad de Macas. Es la zona de mayor concentración de la población en la ciudad de General Plaza y en donde se concentra el mayor movimiento comercial. Está ubicado el Mercado de Naranjilla, en donde se expenden productos de la zona. La zona de la calle 28 de mayo es una de las arterias comerciales más grandes de la ciudad.

### Barrio Sur
Ubicado en la zona central de la ciudad de General Plaza. Está situado en el ala oriental del Río Cungumi y Río Yunganza, justamente donde se inició el asentamiento de los primeros colonos. En este sector está ubicada la escuela Soldado José Monge. Además cuenta con una cancha cubierta multiusos conocida popularmente como "El Huequito".

### Barrio Centro
Ubicado en la zona central de la ciudad de General Plaza. En esta zona encontramos el parque central, la Iglesia Guadalupana y el Municipio del cantón Limón Indanza. Están ubicadas las escuelas Simón Bolívar y Albino de Curto, el centro de formación artesasnal Madre Mazzarello y el colegio Río Santiago. Está ubicado también el hospital civil de Limón Indanza.

### Barrio La Playa
Ubicado en el ala oriental del Río Yunganza. En esta zona se ubica el mercado central de General Plaza. Se puede apreciar un malecón que da vista a la Av. 12 de Diciembre y al mismo tiempo a las aguas del Río Yunganza.

### Barrio El Coliseo
Ubicado en la zona sureste de la ciudad de General Plaza. En este sector encontramos el Coliseo General de Deportes y el estadio de fútbol "Carmen Amelia Izquierdo de López". Ubicado en el sector "El Cruzado", punto de enlace de los afluentes de Río Yunganza y Río Santa Clara.

### Barrio El Balao
Ubicado en un relieve geográfico de la ciudad de General Plaza. Está ubicado el cementerio general de General Plaza. Ubicado en la zona suroeste de la ciudad de General Plaza.

### Barrio 12 de Diciembre
Ubicado a lo largo de la ribera occidental del Río Yunganza.

### Barrio La Florida
Ubicado en la zona norte de la ciudad de General Leonidas Plaza Gutiérrez. Se ubica en las afueras de la ciudad, en la vía hacia la ciudad de Macas. 

## Instituciones educativas

### Escuelas

#### Escuela Salesiana Simón Bolívar
Es la escuela más antigua del cantón Limón Indanza. Construida por la misión salesiana en cooperación con el Estado, fue construida con la ayuda de los habitantes del cantón. El uniforme de sus estudiantes es de casaca azul con la inscripción "Salesianos Limón", camisa de manga corta de color blanco y pantalón o faldas de color gris. Está ubicada en las calles Quito s/n y Tomás Pla de la ciudad de General Plaza, junto al Colegio Río Santiago.

#### Escuela Salesiana Albino del Curto
Fue la primera escuela para niñas del cantón Limón Indanza. Hoy en día es una institución que permite el ingreso a sus aulas tanto de hombres como mujeres. El uniforme de sus estudiantes es de casaca roja, camisa manga corta de color blanco y pantalón azul o falda de cuadros con una gamma de colores rojos y rosas. Está ubicada en las calles Quito s/n y Av. del Ejército de la ciudad de General Plaza.

#### Escuela Soldado Monge
Es una escuela fiscal. Fue la segunda escuela de la ciudad de General Plaza. El uniforme de los estudiantes consta de una chompa de color negro, camisa manga corta de color blanco y pantalón o faldas de color negro. Está ubicado en las calles Quito s/n y Av. 6 de Diciembre de la ciudad de General Plaza.

### Colegios

#### Colegio Río Santiago
Fue el primer colegio creado en Limón Indanza. Es creado mediante la cooperación de la Misión Salesiana con el Estado, de la misma forma fue levantado gracias a las innumerables mingas y cooperación económica realizada por los distintos ciudadanos de General Plaza. El uniforme que usan sus estudiantes consta de una casaca de color azul oscuro con la inscripción "Colegio Salesiano Río Santiago" en el pecho, camisa de mangas cortas de color blanco y pantalón o falda de color gris. Está ubicado en las calles Quito s/n y Tomás Plá de la ciudad de General Plaza.

#### Colegio Limón
Es un colegio fiscal. Creado a inicios de los años '80, llevó primeramente el nombre de Colegio "Cacique Quiruba", para ser cambiado posteriormente al nombre de Colegio "Limón". Actualmente es una institución que consta también con un instituto técnico superior. Sus estudiantes usan uniformes que constan de una chompa de color azul oscuro, camisa de mangas cortas de color blanco y pantalón o falda de color azul oscuro. Está ubicado en las calles Jorge Enríquez s/n de la ciudad de General Plaza, sector del Estadio.

### Institutos o universidades

#### Instituto Limón
Es el único Instituto Técnico Superior de General Plaza. Creado en el año de 1995. Se encuentra ubicado en las instalaciones del colegio que lleva su mismo nombre, en la Avenida 12 de Diciembre s/n, Barrio El Coliseo de General Leónidas Plaza Gutiérrez 
En 2008, con Acuerdo Ministerial del CONESUP Nº442-2008-01-14 se le reconoce la categoría de INSTITUTO TECNOLOGICO SUPERIOR LIMON.
MISION INSTITUCIONAL " Formar al hombre y mujer a través de una propuesta educativa, fundamentada en lo científico, tecnológico y cultural, comprometidos con los cambios sociales, económicos y políticos de la sociedad ecuatoriana, utilizando principios éticos y morales.
VISION. Constituirse en un referente de institución Educativa, donde se consalidase la excelencia educativa de calidad y calidez profesional y moral, respetuosa/o del medio ambiente y orgulloso de su identidad Nacional"

### Centros de capacitación profesional

#### Academia Madre Mazzarello
Es una academia fundada por las madres salesianas. Es uno de los primeros centros educativos que existieron en General Plaza, ofreciendo capacitación profesional a personas de todas las edades en la rama del corte y confección. Está ubicada en las calles Quito s/n, entre Simón Bolívar y Av. del Ejército de la ciudad de General Plaza Gutiérrez.